# Moon in the Scorpio
Moon in the Scorpio ist das Debütalbum der Band Limbonic Art. Es stellt gleichzeitig das bekannteste und wichtigste Album der Band dar.

## Entstehung
Frühe Versionen mancher Songs waren bereits auf den beiden Promo-Tapes der Band zu hören. 1996 bot Samoth von Emperor und Nocturnal Art Productions der Band einen Plattenvertrag an, nachdem er ihr Material gehört hatte. Dort blieb sie bis zu ihrer Auflösung. Im April 1996 nahm Limbonic Art eine Promo-Kassette auf und veröffentlichte diese bei Nocturnal Art Productions. Außerdem wurde ein Album angekündigt, das dort im Laufe des Jahres erscheinen solle. Im Herbst kam ihr Debütalbum Moon in the Scorpio heraus.
Das Album wurde außerdem als Kassette und Doppel-LP veröffentlicht. 2010 erschien eine remasterte Version von Candlelight Records.

## Stil
Im Vergleich zu späteren Alben sind die einzelnen Lieder mit bis zu fast einer Viertelstunde überlang und haben einen komplexen Aufbau mit ausufernden und teilweise psychedelisch anmutenden Keyboard-Arrangements. Die Produktion ist druckvoll, aber trotzdem schroff und die Gitarren haben einen sägenden Transistorklang. Durch den Drumcomputer hat die Musik einen mechanischen, beinahe technoiden Charakter.

## Titelliste
1. Beneath the Burial Surface 	13:42
2. Moon in the Scorpio 	08:22
3. Through Gleams of Death 	07:58
4. Overture: Nocturne 	01:19
5. In Mourning Mystique 	14:41
6. Beyond the Candles Burning 	07:08
7. Darkzone Martyrium 	06:21

Alle Versionen ab 2001 enthalten den Bonustitel The Dark Rivers of the Heart.